# Панцерники класу «Монарх»
Панцерники класу «Монарх» — належали до панцерників берегової оборони Австро-угорського ВМФ.

## Історія
Наприкінці XIX ст. було побудовано три панцерники цього класу — «Монарх», «Відень», «Будапешт». Вони відносились до V Дивізіону флоту. «Відень» брав участь у святкуванні діамантовою ювілею королеви Вікторії (1897), у блокаді острова Крит в час Греко-турецької війни. Досвід виготовлення, експлуатації панцерників використали при проектуванні панцерників класу «Габсбург».
Панцерники брали обмежену участь у бойових діях Першої світової війни. Їх залучали до обстрілу узбережжя Італії. Панцерники охороняли Которську затоку, Трієст. Панцерник «Відень» було потоплено двома торпедами італійського торпедного катера 10 грудня 1917 року. Два інші панцерники були передані Великій Британії 1919 після завершення війни і наступного року продані Італії для порізки на металобрухт.

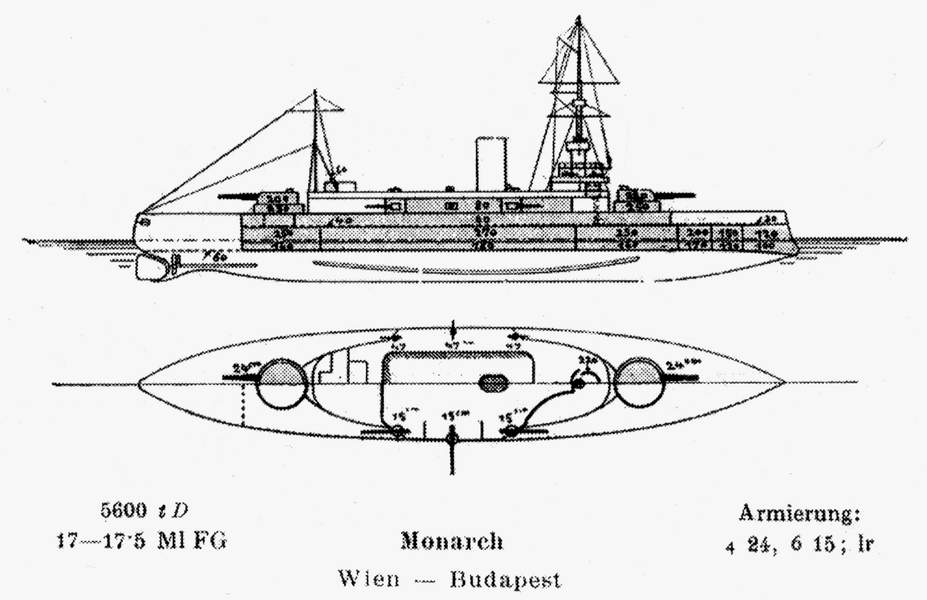
Схема озброєння, захисту панцерників класу «Монарх»